# ルキウス・センプロニウス・アトラティヌス
ルキウス・センプロニウス・アトラティヌス（Lucius Sempronius Atratinus、- 7年）は、パトリキ（貴族）出身の共和政ローマの政治家・軍人。紀元前34年に補充執政官（コンスル・スフェクトゥス）を務めた。キケロがマルクス・カエリウス・ルフス（en）を弁護した『カエリウスに対する弁護』（en）で触れられている。

## 経歴
センプロニウス氏族はパトリキ系とプレブス（平民）系があるが、アトラティヌスはおそらくはパトリキ系である。ルキウス・カルプルニウス・ベスティア（紀元前63年の護民官）の養子となった可能性があるが、養父のノーメン（氏族名）は名乗っていない。紀元前56年、以前に収賄で養父を訴えて敗訴していたマルクス・カエリウス・ルフスに対する裁判を起こした。カエリウスは恋人のクロディア（en）と不和になり、クロディアはカエリウスが彼女を毒殺しようとしたと訴えていた。他の罪状には大使の殺人も含まれていた。クロディアはアトラティヌスにカエリウスを起訴するように依頼し、彼は喜んで着引き受けた。しかし、キケロの弁護によってカエリウスは無罪となり、後に『カエリウスに対する弁護』として出版される。キケロはアトラティヌスはカエリウスへの復讐を望むクロディアに操られていたとしている。
紀元前40年、ブルディンシウム（現在のブリンディジ）の和約によって、オクタウィアヌス、アントニウス、レピドゥスが和解の後、正規の法務官（プラエトル）が全員辞職したため、アトラティヌスは補充法務官（プラエトル・スフェクトゥス）に就任した。同年末、彼と同僚のマルクス・ウァレリウス・メッサッラ・コルウィヌスは、元老院に対してユダヤ「王」ヘロデを紹介している（実際に王位を手に入れるのは紀元前37年）。同年、神官職の一種である鳥占官（アウグル）に選ばれた。アウグルは終身職であるため、紀元7年に死去するまでその職にあった。
アトラティヌスはアントニウスを支持して彼のレガトゥス（副官）となり、紀元前39年には前法務官（プロプラエトル）としてアカエア属州総督を務めた。紀元前36年、アントニウスがセクストゥス・ポンペイウスと戦うオクタウィアヌスを支援する艦隊の一部をアトラティヌスが率いている。紀元前34年、補充執政官に就任。この年の正規執政官に一人はアントニウスであったが、就任当日の1月1日に辞任、アトラティヌスが引きついた。彼自身は同年7月1日まで執政官を務めている。アクティウムの海戦の何れかの時点で、アトラティヌスはアントニウスを見限ってオクタウィアヌスに支持に回った。紀元前23年前後に前執政官（プロコンスル）としてアフリカ属州総督をつとめ、そこでの軍事的成功を讃え、紀元前21年1月26日に凱旋式を実施している。
アトラティヌスの女兄弟であるセンプロニアは紀元前36年の執政官ルキウス・ゲッリウス・プブリコラと結婚している。アトラティヌスの霊廟はガエータにあるが、保存状態は悪い。

## 参考資料
- T. Robert S. Broughton, The Magistrates of the Roman Republic, Vol II (1952).
- Syme, Ronald, The Roman Revolution (1939)
- Holmes, T. Rice, The Roman Republic and the Founder of the Empire, Vol. II (1923)
- Anthon, Charles & Smith, William, A New Classical Dictionary of Greek and Roman Biography, Mythology and Geography (1860).